# Tomi Mäki
Tomi Mäki (* 19. August 1983 in Helsinki) ist ein ehemaliger finnischer Eishockeyspieler, der insgesamt 15 Jahre lang Jahre bei Jokerit Helsinki in der SM-liiga und Kontinentalen Hockey-Liga (KHL) aktiv war. Darüber hinaus absolvierte er über 230 Partien für die Omaha Ak-Sar-Ben Knights und Quad City Flames in der American Hockey League (AHL) sowie ein Spiel für die Calgary Flames in der National Hockey League (NHL). Seit seinem Karriereende im Juli 2019 arbeitet er als Nachwuchstrainer bei Jokerit.

## Karriere

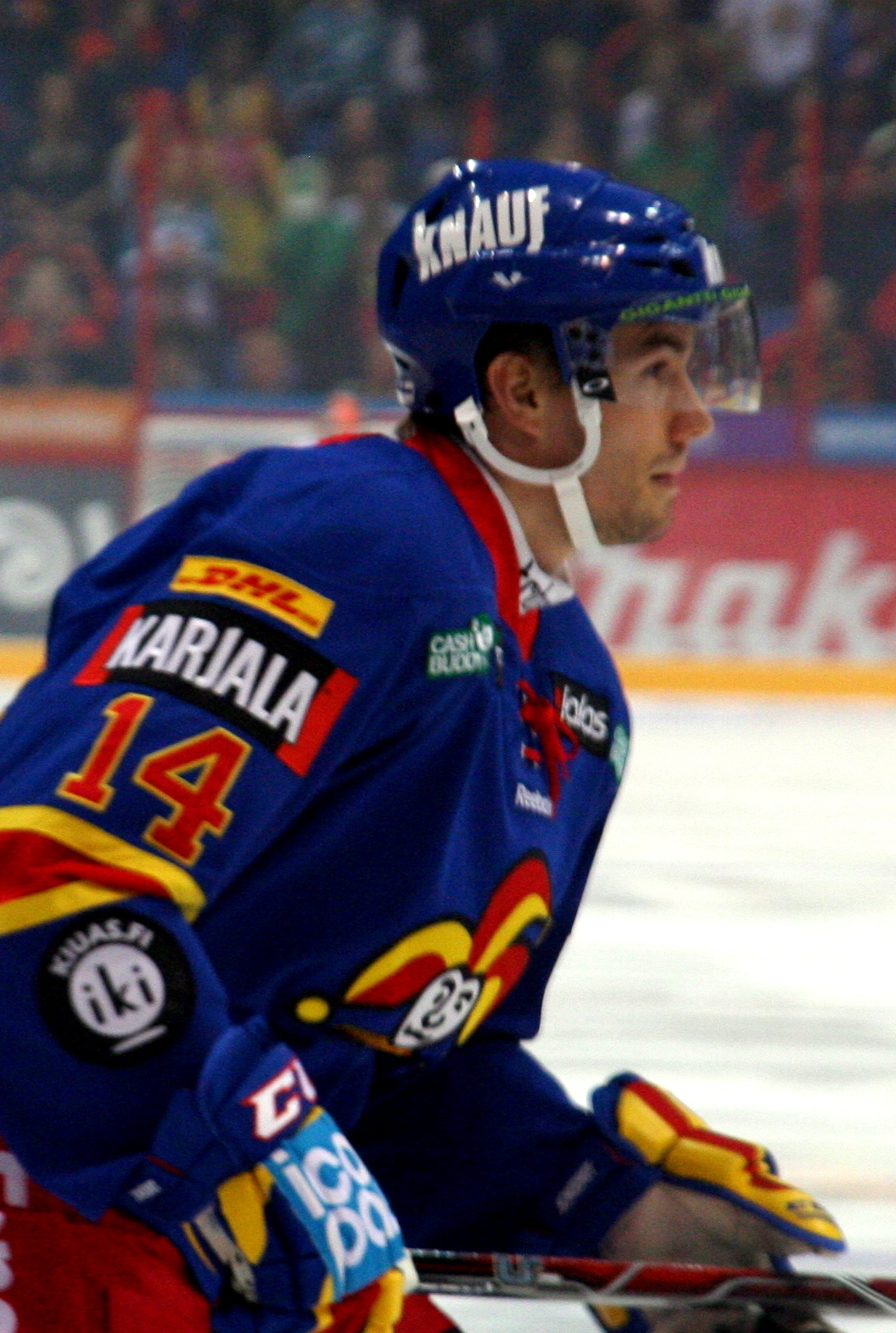
Mäki im Trikot von Jokerit (2011)

Tomi Mäki begann seine Karriere als Eishockeyspieler im Alter von sechs Jahren in seiner Heimatstadt in der Nachwuchsabteilung von Jokerit Helsinki. Beim NHL Entry Draft 2001 wurde an insgesamt 108. Stelle von den Calgary Flames aus der National Hockey League (NHL) ausgewählt, verblieb jedoch zunächst bei Jokerit und spielte weiter für die A-Junioren des Klubs. Zuvor hatte er im April 2001 einen Zweijahresvertrag bei Jokerit unterschrieben. Während der Saison 2001/02 gab Mäki sein Debüt für die Profimannschaft der Joker in der SM-liiga, erhielt jedoch auch Einsätze in der zweitklassigen Mestis bei Kiekko-Vantaa. In der Saison 2002/03 bestritt Mäki in 18 reguläre Saison- und ein Playoff-Spiel und sammelte dabei insgesamt vier Scorerpunkte, davon jeweils zwei Tore und Torvorlagen. Sein erstes SM-liiga-Tor erzielte er am 17. November 2002 gegen Tappara. Den Großteil der Saison bestritt er abermals für die A-Junioren des Klubs, mit denen er im Frühjahr 2003 den zweiten Platz in der finnischen U20-Meisterschaft gewann.
In der folgenden Saison 2003/04 wurde der Center Stammspieler bei Jokerit, absolvierte 50 Spiele in der Hauptrunde sowie acht Playoff-Partien, in denen er insgesamt 10 Scorerpunkte sammelte. Mit seiner Mannschaft wurde er in der Saison 2004/05 Vizemeister, als diese erst im Playoff-Finale Oulun Kärpät unterlag. Mäki hatte noch einen Vertrag bei den Jokern für die Saison 2005/06, wechselte aber mit einem Zweijahresvertrag in die Organisation der Calgary Flames, die seit 2001 seine NHL-Transferrechte hielten. In den folgenden zwei Jahren spielte er fast ausschließlich für das Farmteam der Flames, die Omaha Ak-Sar-Ben Knights, in der American Hockey League (AHL). Zu seinem einzigen Einsatz für Calgary in der NHL kam er am 12. Dezember 2006 im Spiel gegen die Minnesota Wild. Im Juli 2007 unterzeichnete er eine Vertragsverlängerung über ein Jahr bei den Flames, kam aber in der Saison 2007/08 ausschließlich für das neue Farmteam, die Quad City Flames, zum Einsatz.
Im Sommer 2008 kehrte Mäki zu seinem Heimatverein Jokerit Helsinki zurück und erhielt einen Zweijahresvertrag. Zwei Jahre später erhielt Mäki eine Vertragsverlängerung über zwei Jahre. Im Jahr 2010 nahm er mit Jokerit zudem an der European Trophy teil. In der Saison 2010/11 erzielte er in 60 Hauptrundenspielen zwölf Tore, was für ihnen einen neuen persönlichen Rekord darstellte. In der Saison 2011/12 stellte Mäki einen persönlichen Saisonrekord für die finnische SM-liiga auf, als er acht Tore, 13 Assists und 21 Scorerpunkte sammelte. Jokerit erreichte 2012 den dritten Platz der finnischen Meisterschaft. Zuvor hatte Mäki im Dezember 2011 eine Vertragsverlängerung über drei Jahre bis 2015 unterschrieben. Im Sommer 2014 verließ Jokerit die finnische Meisterschaft und wurde in die Kontinentale Hockey-Liga (KHL) aufgenommen. Zudem spielte Mäki mit Jokerit beim Spengler Cup 2015 und 2016. Während der Saison 2015/16 verletzte er sich und bestritt in der regulären Saison nur 29 Spiele. Im Frühjahr 2016 unterzeichnete Mäki bei seinem Heimatverein eine weitere Verlängerungsvertrag über zwei Jahre, im Frühjahr 2018 eine Verlängerung über ein weiteres Jahr. Während der Saison 2018/2019 spielte Mäki eine untergeordnete in der Mannschaft und bestritt nur 24 reguläre Saisonspiele. Am 2. Dezember 2018 überholte er mit 618 Hauptrunden-Spielen für Jokerit Jani Rita in dieser vereinsinternen Statistik.
Im Sommer 2019 beendete der Finne seine aktive Karriere. Er übernahm ein Traineramt im Nachwuchsbereich von Jokerit. Mit 628 Pflichtspieleinsätzen in der regulären Saison hält er den Rekord in dieser Kategorie bei Jokerit.

### International
Für Finnland nahm Mäki im Juniorenbereich an der U18-Junioren-Weltmeisterschaft 2001 sowie den U20-Junioren-Weltmeisterschaften 2002 und 2003 teil. Bei allen drei Turnieren gewann er mit seinen Mannschaften jeweils die Bronzemedaille. Im Seniorenbereich stand er bislang ausschließlich 2010 im Aufgebot seines Landes bei der Euro Hockey Tour.

## Erfolge und Auszeichnungen
- 1998 Finnischer U16-Vizemeister mit Jokerit Helsinki
- 2003 Finnischer U20-Vizemeister mit Jokerit Helsinki
- 2005 Finnischer Vizemeister mit Jokerit Helsinki

### International
- 2001 Bronzemedaille bei der U18-Junioren-Weltmeisterschaft
- 2002 Bronzemedaille bei der U20-Junioren-Weltmeisterschaft
- 2003 Bronzemedaille bei der U20-Junioren-Weltmeisterschaft

## Karrierestatistik

### International
Vertrat Finnland bei:
- U18-Junioren-Weltmeisterschaft 2001
- U20-Junioren-Weltmeisterschaft 2002
- U20-Junioren-Weltmeisterschaft 2003

(Legende zur Spielerstatistik: Sp oder GP = absolvierte Spiele; T oder G = erzielte Tore; V oder A = erzielte Assists; Pkt oder Pts = erzielte Scorerpunkte; SM oder PIM = erhaltene Strafminuten; +/− = Plus/Minus-Bilanz; PP = erzielte Überzahltore; SH = erzielte Unterzahltore; GW = erzielte Siegtore; 1 Play-downs/Relegation; Kursiv: Statistik nicht vollständig)